# Castell de Lillet
Castell de Lillet és una castell del municipi de la Pobla de Lillet (Berguedà) declarada bé cultural d'interès nacional. El castell dominava, juntament amb el castell de la Pobla, la vall del mateix nom. Les restes estan situades sobre un gran penyal, prop del torrent de Junyent a l'esquerra de l'Arija en el municipi de la Pobla de Lillet.

## Descripció
Al capdamunt del tossal hi ha les restes d'un mur que fa 6 metres de llarg i 3 metres d'alçada en el punt més alt. L'aparell és força regular, de pedres petites i ben treballades. Aquest mur conserva les restes d'un contrafort, una filada de pedres que a uns 2 m de terra semblen indicar l'existència d'un segon pis i d'una finestra apuntada que fa 1 m d'alt per 80 cm d'ample i 90 de fons. Aquesta finestra devia controlar l'antic camí que pel coll de la Creueta portava des del Berguedà a la Cerdanya. En el lloc d'encreuament d'aquest camí amb la vall de Lillet els Mataplana decidiren bastir una població i una nova fortalesa. Aquesta fou la causa de l'abandonament del castell de Lillet, que es conservà en la toponímia com a Lillet Vell i fos construït un castell nou que rebé el nom de castell de la Pobla. Al segle xix, en el lloc més alt del penyal, es va col·locar una gran creu de ferro.

## Història
L'acta de consagració de l'església de Santa Maria, data del 833. El segle següent Emma, abadessa de Sant Joan de les Abadesses, filla de Guifré el Pelós posseïa aquestes terres. L'any 919, en el Llibre de Canalars s'esmenta Lillet en una venda i un altre document de venda del 921 consta la inserció del «valle Ligitense» en el comtat de la Cerdanya.
Al segle xii apareix el llinatge Lillet, família feudatària dels senyors de Mataplana. D'inici, el locatiu o cognom s'expressa amb referència al castell: «Dna. Guisla castro Liletenis», el 1144 i «Petrus de Kastro Liled», el 1154. El 1297 Ramon d'Urtx i el seu fill Hug de Mataplana expediren carta de franquesa i llibertats als homes de la Pobla de Lillet; de fet era una incitació al poblament de l'indret, distant del lloc on s'assentava el castell. Els Mataplana portaren a terme una política de repoblament i defensa. L'any 1342, era batlle del castell, Guillem de Pujol.
El segle xiv es potencià el castell de la Pobla, sorgí el «Lillet nou» i la residència senyorial s'hi desplaçà. L'any 1374, la baronia de Mataplana i tots els seus honors, és a dir, també el castell de Lillet fou venuda a Pere Galceran de Pinós. El 1430, el castell de Lillet era anomenat «Lillet vell» i es trobava en gran part derruït. Nou anys després, els homes de les valls de Lillet, Santa Cecília de Riutort i Vallfogona, que el tenien com a lloc de recollir-s'hi en cas necessari, demanaren permís al senyor, Bernat II Galceran de Pinós, per a reconstruir el castell a les pròpies despeses, amb determinades condicions. Sembla que no hi hagué entesa.
A partir del segle xv, les notícies sobre el castell es fan cada vegada més escasses, senyal que aquest, mig derruït, havia perdut tota la seva importància.

## Galeria d'imatges

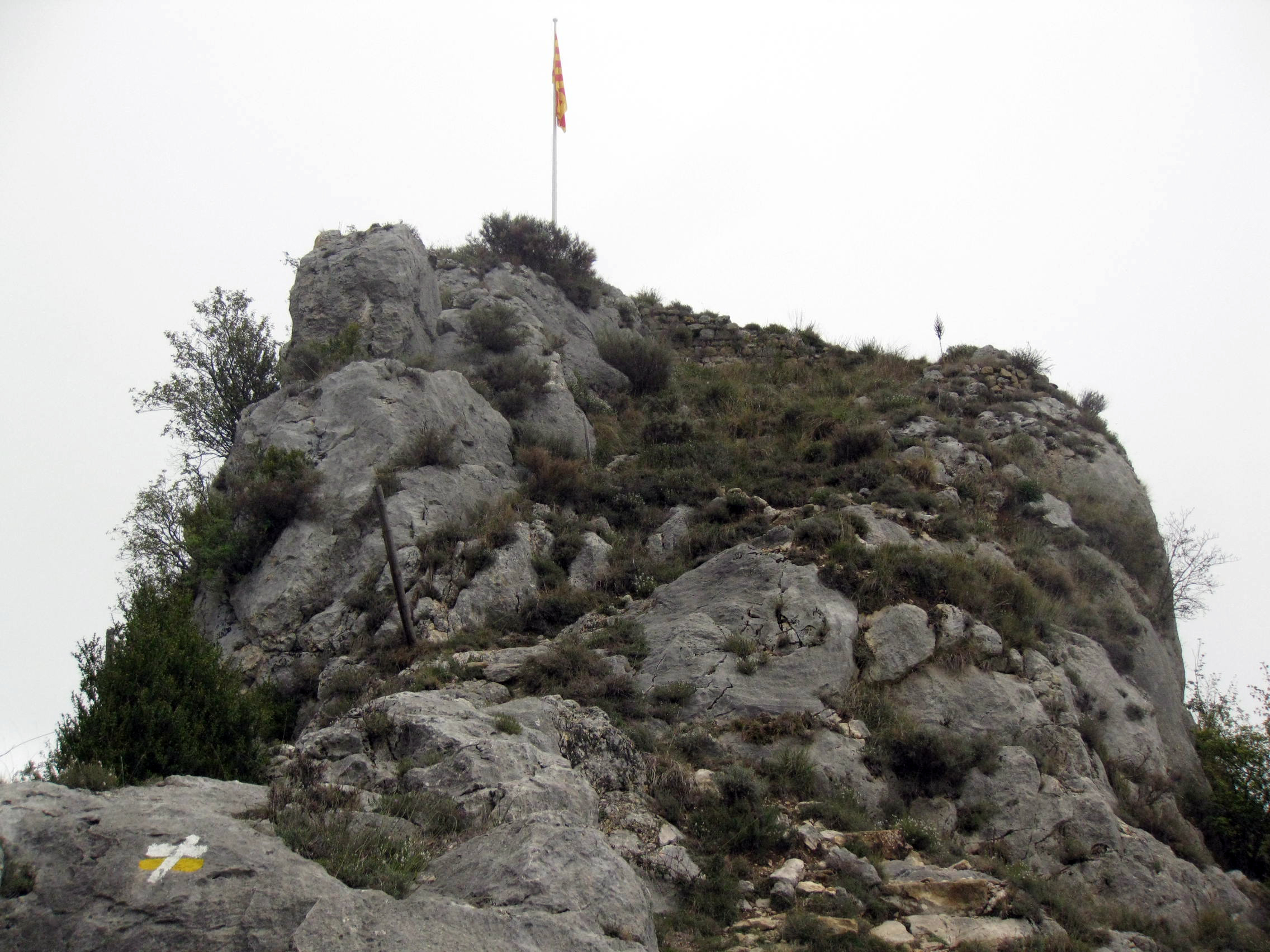
Vista del castell
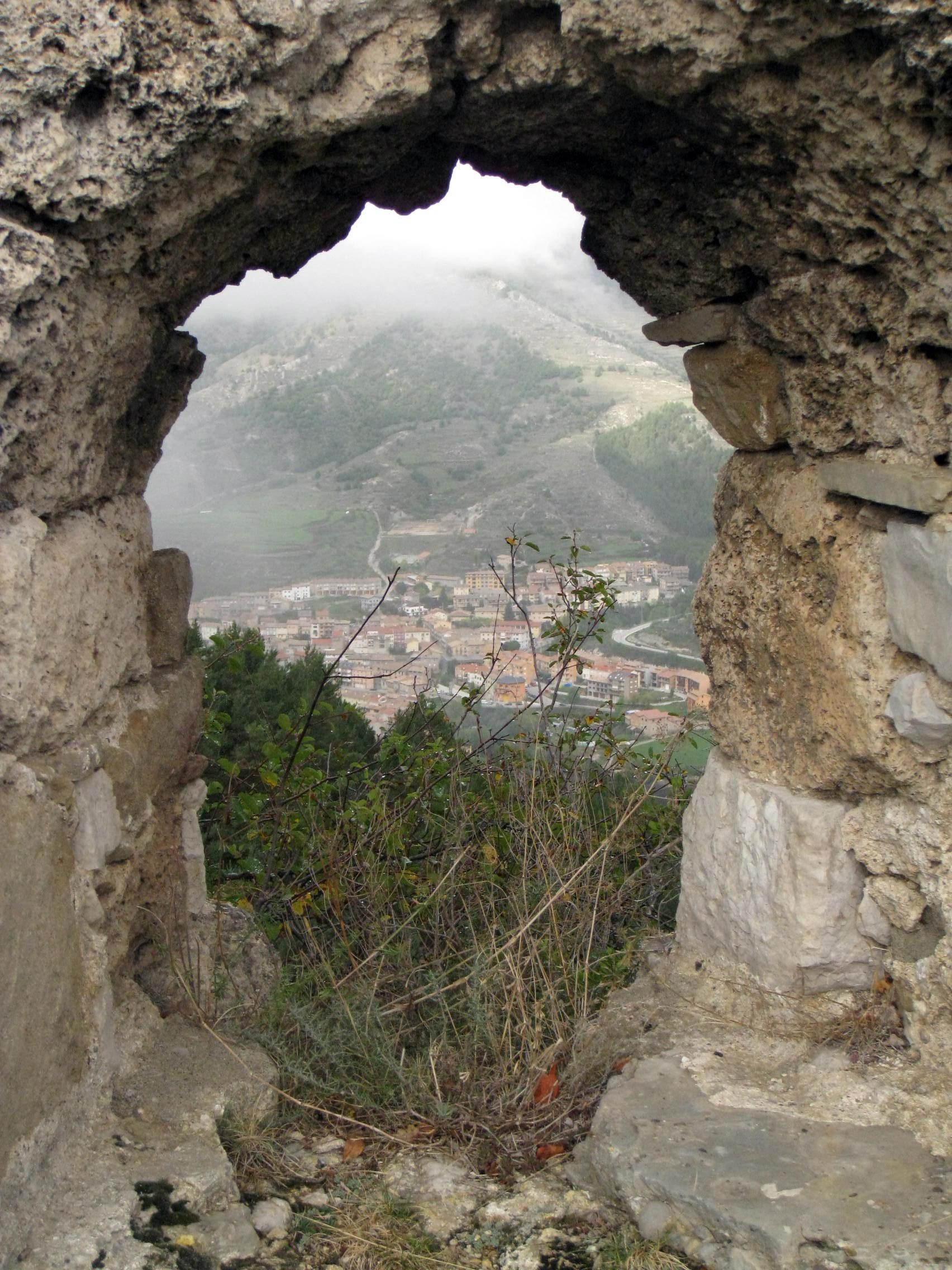
La Pobla de Lillet des del castell. (octubre 2012)